# ستان غراي
ستان غراي (بالإنجليزية: Stan Gray)‏ هو لاعب كرة قاعدة أمريكي، ولد في 10 ديسمبر 1888 في لادونيا في الولايات المتحدة، وتوفي في 11 أكتوبر 1964 في سنايدر في الولايات المتحدة.

## وصلات خارجية
- ستان غراي على موقعبيزبول رفرنس.كوم (الدوري الرئيسي) (الإنجليزية)
- ستان غراي على موقعبيزبول رفرنس.كوم (الدوري الثانوي) (الإنجليزية)